# Augusto Vera
Augusto Vera (4 de mayo de 1813 - 13 de julio de 1885) fue un filósofo italiano que siguió las teorías de Hegel y tradujo la mayoría de sus obras.

## Biografía
Vera nació en la ciudad de Amelia, en la provincia de Terni. Se educó en Roma y París, y, tras enseñar filosofía clásica por algunos años en Ginebra, se mudó a hace clases de filosofía a Francia, donde fue profesor en el Lycée Victor-Duruy (Mont-de-Marsan) y subsecuentemente en Estrasburgo y París. Dejó París después del golpe de Estado de 1851 y estuvo nueve años en Inglaterra. Estudioso de la doctrina y el sistema de Hegel, Vera (que escribía con fluidez tanto en francés e inglés como en italiano) se convirtió en la figura representativa del Hegelianismo italiano.
Sin demasiado originalidad propia, sus escritos se distinguen por la lucidez de la exposición y por un espíritu filosófico genuino. En 1860, Augusto Vera regresó a Italia, donde fue profesor de filosofía de la Accademia scientifico-letteraria di Milano. Al año siguiente, fue transferido a la Universidad de Nápoles, tras una invitación de Francesco De Sanctis. Sus obras Prolusioni alla Storia della Filosofia y Lezioni sulla Filosofia della Storia se conectaron con su labor docente, la cual fue especialmente devota de la historia de la filosofía y la filosofía de la Historia. 

## Filosofía
Fue durante sus estudios, con un primo suyo en París, cuando Augusto Vera comenzó a saber de la filosofía, y a través de ella, a adquirir conocimiento del hegelianismo. Posteriormente, en Inglaterra, continuó sus estudios sobre la filosofía hegeliana. Durante sus años en Nápoles, mantuvo relaciones con la Sociedad de Berlín (también hegeliana) y estuvo en contacto con la literatura hegeliana alemana y francesa. Como profesor, realizó la traducción de la Introduzione alla filosofia de Hegel al francés. La mayor parte de sus trabajos sobre las teorías neohegelianas fueron emprendidos junto a Bertrando Spaventa. Algunos trabajos ven la doctrina hegeliana italiana como lo que condujo al fascismo italiano.